# Девкин ручей
Де́вкин ручей — малая река на севере Москвы, левый приток Алтуфьевской речки в Алтуфьевском лесу. Предположительно, гидроним ручья происходит от слова «девка» (девушка) и связан с местными преданиями. Также ручей мог получить название от фамилии Девкин.
Длина ручья составляет 4 километра, площадь водосборного бассейна — 6-8 км². Исток расположен в восточной окраине района Северный. Водоток проходит сквозь Хлебниковский лесопарк в юго-восточном направлении, пересекает МКАД и через 30 метров впадает в Алтуфьевскую речку. Берега ручья от МКАД до устья укреплены стеной из габионов.